# João da Baiana
João Machado Guedes, connu sous le nom de João da Baiana, né le 17 mai 1887 à Rio de Janeiro et mort le 12 janvier 1974 dans la même ville, est un compositeur et chanteur brésilien.

## Biographie
João Machado Guedes, né le 17 mai 1887 à Rio de Janeiro, est le fils de Félix José Guedes et de Perciliana Maria Constança.
Il est le petit-fils d'esclaves qui travaillent comme vendeurs ambulants et habitué de la maison de Tia Ciata. Il grandit près de la Praça Onze, dans un quartier peuplé en grande partie de migrants Noirs de Bahia. Comme d'autres musiciens locaux, João et ses frères participent à la culture populaire émergente de la ville, aux choroes et au carnaval.
João da Baiana meurt le 12 janvier 1974 dans sa ville natale.